# وورابوج بيتشكوم
وورابوج بيتشكوم (بالتايلندية: วรพจน์ เพชรขุ้ม) (مواليد 18 مايو 1981) هو ملاكم تايلاندي، مثّل بلاده في الألعاب الأولمبية الصيفية في دورتي 2004 و2008.

## روابط خارجية
وورابوج بيتشكوم على موقع أوليمبيديا (الإنجليزية)